# Gailhan
Gailhan é uma comuna francesa na região administrativa de Occitânia, no departamento de Gard. Estende-se por uma área de 5,53 km². Em 2010 a comuna tinha 252 habitantes (densidade: 45,6 hab./km²).